# إنريكو دا روس
إنريكو دا روس (بالإيطالية: Enrico Da Ros)‏ هو لاعب كرة قدم إيطالي في مركز الهجوم، ولد في 24 فبراير 1988 في بروجنيرا في إيطاليا. لعب مع نادي تريستينا.